# Veli Lampi
Veli Lampi (* 18. Juli 1984 in Seinäjoki) ist ein ehemaliger finnischer Fußballspieler.

## Karriere
Der Verteidiger wechselte im Januar 2007 aus der finnischen Veikkausliiga von HJK Helsinki zum FC Zürich. Im Winter 2009 wechselte Lampi leihweise vom FC Zürich zum FC Aarau, wo er als rechter Verteidiger mithelfen sollte, den FC Aarau vor dem Abstieg zu bewahren. Nach dem Abstieg in die Challenge League wechselte er zur Saison 2010/11 zum niederländischen Ehrendivisionär Willem II, mit dem er ebenfalls um den Klassenerhalt kämpfen musste. Nach nur einem Jahr in den Niederlanden wechselte Lampi in die Premjer-Liha zu Arsenal Kiew. Anfang 2014 kehrte Lampi zu HJK Helsinki in die erste finnische Liga zurück. Hier spielte er bis zum Januar 2016 und wechselte dann zum Ligakonkurrenten Vaasan PS. Dort beendete er Anfang 2018 seine Karriere als Profifußballer.

## Nationalmannschaft
Bereits in seiner Jugend galt Lampi als großes finnisches Talent. So kam er bereits in der U-16-Auswahl seines Heimatlandes zum Einsatz und war fortan aus keiner Jugendauswahl seines Heimatlandes mehr wegzudenken. Dabei durchlief er alle finnischen Jugendnationalteams und debütierte schließlich am 21. Januar 2006 beim 1:1-Auswärtsremis gegen Saudi-Arabien, als er acht Minuten am Spielfeld stand. Er bestritt auch beide Spiele bei der Fußball-Weltmeisterschaft 2010 Qualifikation gegen Deutschland (3:3 und 1:1). Insgesamt absolvierte er 33 Länderspiele für die finnische A-Nationalmannschaft. Das letzte Spiel für Finnland war ein Freundschaftsspiel gegen Jemen am 22. Januar 2015, bei dem Lampi in der ersten Halbzeit spielte.